# Cleveland Cavaliers 1987-1988
La stagione 1987-88 dei Cleveland Cavaliers fu la 18ª nella NBA per la franchigia.
I Cleveland Cavaliers arrivarono quarti nella Central Division della Eastern Conference con un record di 42-40. Nei play-off persero al primo turno con i Chicago Bulls (3-2).

## Roster
| N° | Naz.                   | Ruolo | Sportivo         | Anno | Alt. | Peso |
| -- | ---------------------- | ----- | ---------------- | ---- | ---- | ---- |
| 3  | Stati Uniti (bandiera) | GA    | Craig Ehlo       | 1961 | 198  | 82   |
| 4  | Stati Uniti (bandiera) | GA    | Ron Harper       | 1964 | 198  | 84   |
| 6  | Stati Uniti (bandiera) | AC    | Larry Nance      | 1959 | 208  | 93   |
| 11 | Stati Uniti (bandiera) | G     | Kevin Johnson    | 1966 | 185  | 82   |
| 11 | Stati Uniti (bandiera) | GA    | Mike Sanders     | 1960 | 198  | 95   |
| 12 | Stati Uniti (bandiera) | G     | Kevin Henderson  | 1964 | 193  | 88   |
| 18 | Stati Uniti (bandiera) | AC    | Hot Rod Williams | 1962 | 211  | 98   |
| 20 | Stati Uniti (bandiera) | AC    | Johnny Rogers    | 1963 | 208  | 102  |
| 22 | Stati Uniti (bandiera) | C     | Chris Dudley     | 1965 | 211  | 107  |
| 23 | Stati Uniti (bandiera) | GA    | Tyrone Corbin    | 1962 | 198  | 95   |
| 25 | Stati Uniti (bandiera) | G     | Mark Price       | 1964 | 183  | 77   |
| 30 | Stati Uniti (bandiera) | G     | Dell Curry       | 1964 | 193  | 86   |
| 33 | Stati Uniti (bandiera) | A     | Kannard Johnson  | 1965 | 206  | 100  |
| 35 | Stati Uniti (bandiera) | AC    | Phil Hubbard     | 1956 | 203  | 98   |
| 41 | Stati Uniti (bandiera) | AC    | Mark West        | 1960 | 208  | 104  |
| 43 | Stati Uniti (bandiera) | C     | Brad Daugherty   | 1965 | 213  | 109  |
| 54 | Stati Uniti (bandiera) | C     | Kent Benson      | 1954 | 208  | 107  |

## Staff tecnico
- Allenatore: Lenny Wilkens
- Vice-allenatori: Dick Helm, Brian Winters